# Marek Antoni Nowicki
Marek Antoni Nowicki (* 5. März 1953 in Siemiatycze) ist ein polnischer Rechtsanwalt, Diplomat und Menschenrechtler. Er ist Vorsitzender der Helsinki-Stiftung für Menschenrechte.
Nowicki war Präsident der Internationalen Helsinki-Föderation für Menschenrechte und Bürgerbeauftragter des Kosovo  zwischen 2000 und 2005. Als Mitglied der Europäischen Menschenrechtskommission wirkte er von 1993 bis 1999. Im Jahr 2009 erhielt er den Orden der Wiedergeburt Polens. 
| Personendaten    | Personendaten                                          |
| ---------------- | ------------------------------------------------------ |
| NAME             | Nowicki, Marek Antoni                                  |
| KURZBESCHREIBUNG | polnischer Rechtsanwalt, Diplomat und Menschenrechtler |
| GEBURTSDATUM     | 5. März 1953                                           |
| GEBURTSORT       | Siemiatycze                                            |